# Lyssomanes minor
Lyssomanes minor är en spindelart som beskrevs av Schenkel 1953. Lyssomanes minor ingår i släktet Lyssomanes och familjen hoppspindlar. Inga underarter finns listade i Catalogue of Life.